# USL Montjoly
El USL Montjoly es un equipo de fútbol de la Guayana Francesa que milita en la Segunda división, la segunda liga de fútbol más importante del territorio.

## Historia
Fue fundado en el año 1961 en la ciudad de Remire-Montjoly, aunque la institución nació en 1901. Ha sido campeón de la Liga de Fútbol de la Guayana Francesa en 2 ocasiones y 2 veces campeón de la Copa Regional.
A nivel internacional ha participado en 1 torneo continental, en la Copa de Campeones de la Concacaf 1985, donde fue eliminado en las Semifinales por el equipo que al final fue el campeón, el Defence Force de Trinidad y Tobago.

## Palmarés
- Campeonato Nacional de la Guayana Francesa: 5

1975, 1976, 1980, 1981, 1982,
- Copa Regional de Francia: 2

1981, 1984

## Participación en competiciones de la Concacaf
- Copa de Campeones de la Concacaf: 1 aparición

1984/1985 - Semifinales